# Angel Coulby

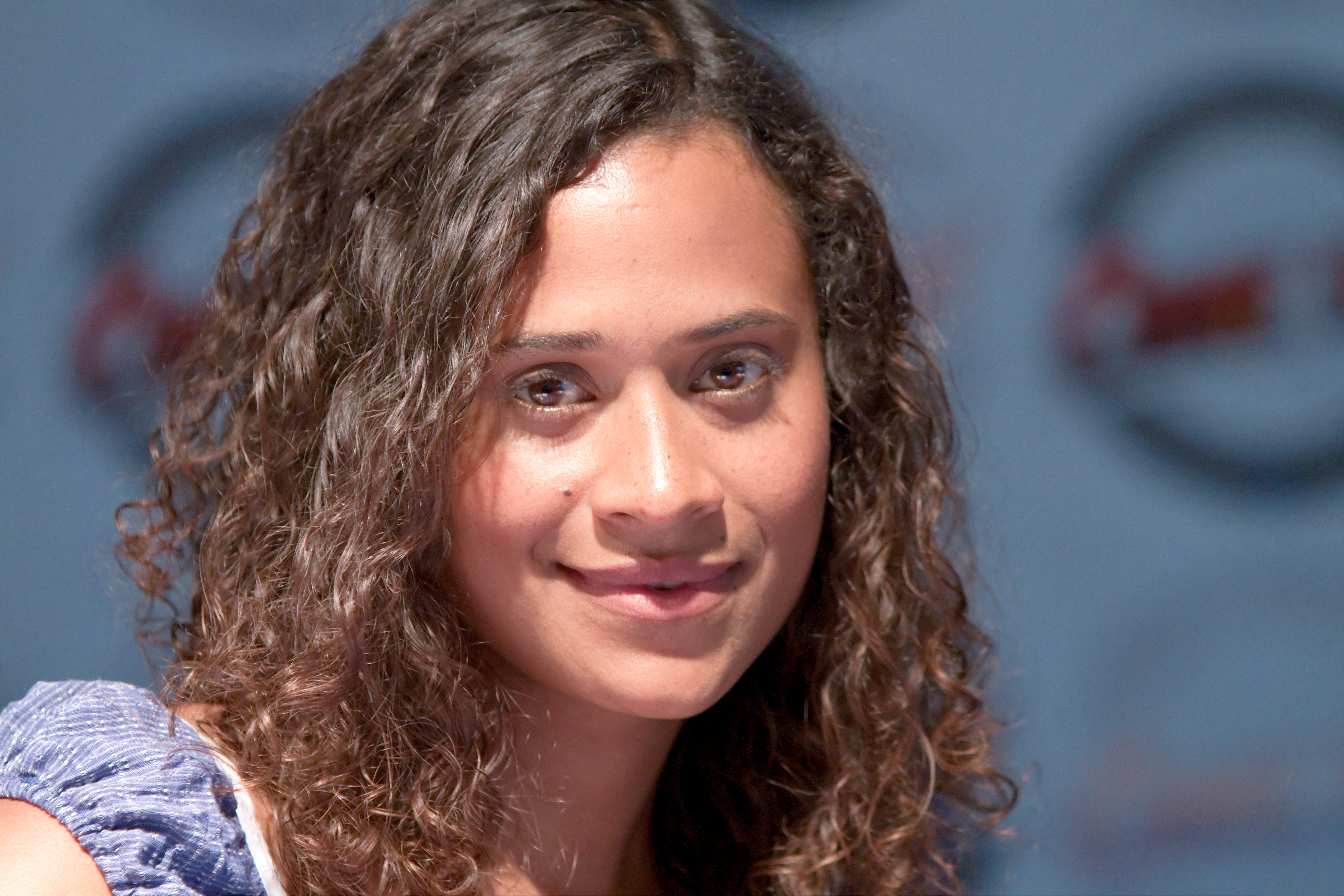
Angel Coulby (2010)

Angel Leonie Coulby (* 30. August 1980 in London) ist eine englische Theater-, Film- und Fernsehschauspielerin. Ihre erste Fernsehrolle hatte sie in der britischen Sitcom Orrible. Bekannt wurde sie sowohl in Großbritannien als auch in Deutschland vor allem durch ihre Rolle als Gwen in der BBC Familienserie Merlin.

## Leben

### Kindheit und Jugend
Aufgewachsen ist Angel Coulby in der Region des Londoner Finsbury Park. Nachdem sie sich entschlossen hatte, Schauspielerin zu werden, zog sie nach Edinburgh und studierte Schauspielerei an der Queen Margaret University. Sie ist eine Freundin der Schauspieler Bradley James und Colin Morgan.

### Vor Merlin
Bereits kurz nachdem sie die Universität abgeschlossen hatte, ergatterte sie eine Rolle in der von der BBC produzierten Sitcom Orrible (wo sie neben Johnny Vaughan spielte). Obwohl die Serie von vielen als großer Fehlschlag gesehen wurde, bedeutete sie nicht das Aus für Angel Coulby, welche Rollen in vielen britischen Toppserien erhielt (unter ihnen zum Beispiel Doctor Who, Casualty oder Hustle) und auch erste Rollen in Kinofilmen (u. a. Eine Hochzeit zu dritt neben ihrem späteren Merlin Co-Star Anthony Head).

### Merlin-Zeit
Im Jahr 2008 schaffte Angel Coulby dann in Großbritannien den Durchbruch, als sie eine der Hauptrollen in der BBC Familienserie Merlin – Die neuen Abenteuer erhielt. In dieser Adaption der König-Artus-Sage ist der Fokus darauf gerichtet, wie aus Jugendlichen die historischen Figuren werden, wie wir sie kennen. Angel Coulby spielt die Rolle der Gwen, einen der vier Hauptcharaktere. Vorgestellt als Küchenmagd der Lady Morgana, ist sie die erste Freundin des jungen Merlin. Sie ist gegen die Herrschaft des momentanen Königs Uther Pendragon, glaubt jedoch daran, dass Arthur einen guten König abgeben wird, und mit der Zeit entwickelt sie Gefühle für Arthur, welche dieser erwidert. Am Schluss der Serie wird sie von Arthur zur Königin von Camelot gekrönt.
Da die Serie ein großer Erfolg in Großbritannien ist und auch mehr und mehr in anderen Ländern Anklang findet, wurde Angel Coulby dank ihrer Rolle zum Star.

## Filmografie
- 2001: The Scariest Places on Earth (Fernsehserie, Folge Exorcism)
- 2001: Orrible  (Fernsehserie, vier Folgen)
- 2002: Casualty (Fernsehserie, Folge 16x22, In the Heat of the Night)
- 2002: Having It Off (Fernsehserie, sechs Folgen)
- 2002: A Good Thief (Fernsehfilm)
- 2003: The Second Coming (Miniserie, zwei Folgen)
- 2003: Späte Jungs (Manchild, Fernsehserie, Folge 2x04)
- 2004: Making Waves (Fernsehserie, zwei Folgen)
- 2004: As If (Fernsehserie, sieben Folgen)
- 2004: Conviction (Fernsehserie, sechs Folgen)
- 2004: Holby City (Fernsehserie, Folge 7x09, A Good Day to Bury Bad News)
- 2005: The Jacket
- 2005: M.I.T.: Murder Investigation Team (Fernsehserie, Folge 2x01)
- 2005: The League of Gentlemen’s Apocalypse
- 2005: Eine Hochzeit zu dritt (Imagine Me & You)
- 2005–2006: Vincent (Fernsehserie, sieben Folgen)
- 2006: Hustle (Fernsehserie, Folge 3x04, A Bollywood Dream)
- 2006: Doctor Who (Fernsehserie, Folge The Girl in the Fireplace)
- 2006: The Bill (Fernsehserie, Folge 461)
- 2006: Tripping Over (Fernsehserie, Folge 1x05)
- 2007: Magicians
- 2007: Gina's Laughing Gear (Fernsehserie, Folge 1x08, Dollby City)
- 2007: Secret Life (Fernsehfilm)
- 2007: New Street Law (Fernsehserie, Folge 2x06)
- 2007: Talk to Me (Fernsehserie, vier Folgen)
- 2007: The Visit (Fernsehserie, sechs Folgen)
- 2007: Life Is Wild (Fernsehserie, Folge 1x04, Heritage Day)
- 2007: Blue Murder (Fernsehserie, Folge 4x03, Crisis Management)
- 2008–2012: Merlin – Die neuen Abenteuer (Merlin, Fernsehserie, 65 Folgen)
- 2013: Dancing on the Edge (Fernsehserie, fünf Folgen)
- 2013–2018: The Tunnel – Mord kennt keine Grenzen (Fernsehserie, 21 Folgen)
- 2015–2021: Thunderbirds Are Go (Fernsehserie, 21 Folgen, Stimme)
- 2016: Hooten & the Lady (Fernsehserie, Folge 1x03)
- 2017: Man in an Orange Shirt
- 2018: Innocent (Miniserie, vier Folgen)
- 2020: Moving On (Fernsehserie, Folge 11x01)
- 2021: Albion (Fernsehfilm)
- 2022: Suspicion (Fernsehserie)
- 2022: Das Netz – Prometheus (Fernsehserie)